# Les Racines du mal
Pour les articles homonymes, voir Les Racines du mal (homonymie).
Les Racines du mal est un roman policier mêlé de science-fiction de l'écrivain français naturalisé canadien Maurice G. Dantec paru le 21 avril 1995.
Le roman se situe d'emblée dans le genre du roman policier, mâtiné des gadgets technologiques caractéristiques chez l'auteur, qui en font aussi un roman d'anticipation ou de science-fiction.

## Résumé
Arthur Darquandier, le héros du roman, est un cogniticien amené à traquer un groupe de serial killers inconnu des forces de police. Il est assisté de la « neuromatrice », un ordinateur expérimental à l'intelligence artificielle redoutable, qu'il a contribué à développer. Capable de pirater n'importe quel réseau informatique et de simuler le profil psychologique d'individus à partir de faits épars, la « neuromatrice » lui est d'une aide précieuse. 

## Autour du livre
Arthur Darquandier apparait dans Babylon Babies, roman qui a suivi Les Racines du mal, en tant que personnage secondaire[réf. souhaitée].
L'auteur s'est inspiré de Richard Chase pour le personnage du tueur en série présenté dans la première partie du roman.
Des extraits de l'ouvrage sont lus par l'auteur lui-même sur certaines pistes de l'album Utopia du groupe No One Is Innocent en 1997.[réf. souhaitée]
Dantec cache dans le livre une référence à lui-même et à son futur livre Villa vortex : en effet, page 538, la neuromatrice donne à Darquandier deux portraits de suspects : Georges Kernal et Guillaume Granada. Si le second s'avère être l'un des tueurs, le premier est le héros de Villa vortex, qui sortira huit ans plus tard, en 2003. Par ailleurs, il est précisé que le personnage de Kernal est "né le 13 juin 1959 à Grenoble" puis grandit en banlieue parisienne à Ivry-sur-Seine. Il s'agit là du parcours de Dantec lui-même.[réf. souhaitée]

## Prix littéraires
Maurice G. Dantec a reçu des prix littéraires pour son roman Les Racines du mal :
- Grand prix de l'Imaginaire du meilleur roman en 1996 ;
- Prix Rosny aîné du meilleur roman en 1996.